# Quand revient la nuit
Singles de Johnny Hallyday
Un ami ça n'a pas de prix
(1965) Mes yeux sont fous
(1965)
Clip vidéo
[vidéo] « Quand revient la nuit (live, 1966) », sur YouTube
Quand revient la nuit est une chanson de Johnny Hallyday, diffusée en super 45 tours en mai 1965, elle est (avec Mes yeux sont fous), le titre phare de l'album Hallelujah qui sort deux mois plus tard.

## Histoire
Quand revient la nuit est l'adaptation française, par Georges Aber, de la chanson Mr. Lonely de Bobby Vinton. Une version originale, enregistrée par Johnny Hallyday en 1975, sur un 45 tours exclusivement destiné au marché espagnol.
Quand revient la nuit est une « nouvelle allusion au service militaire [de Johnny Hallyday] qui semble lui peser de plus en plus... »
Le soldat Jean-Philippe Smet est incorporé, le 8 mai 1964 à Offenbourg au 43e régiment d'infanterie de marine. Cette parenthèse militaire de quinze mois, n'est pas sans risque pour la jeune vedette, d'autant que la presse prédit déjà la fin de sa carrière, l'armée devant, selon elle, sonner le glas de quatre années d'un succès fulgurant. Johnny Hallyday, qui pourtant obtient des autorités militaires l'autorisation d'enregistrer de nouvelles chansons (à la condition qu'il pose sur les pochettes de disque en tenue militaire), a précédemment évoqué son futur statut  militaire et anticipe son oubli (ici amoureux), dans une chanson romantique et nostalgique nommée Je t'écris souvent :
« Je t'écris souvent

Demain je pars vers les casernes

Oui je t'attendrai

Au long des jours et des semaines

Un autre que moi

Va t'emporter malgré ma peine

En aimant que lui tu oublieras ma vie

 »
(paroles Jean-Jacques Debout, extraits)
De nostalgie, il en est plus que jamais question lorsque sort Quand reviens la nuit (son 3e et dernier EP en militaire,) et pour Johnny Hallyday le temps semble bien long :
« La nuit, quand revient la nuit

Tout seul je m'ennuie

Je pense à toi

[...]

Je suis un soldat, comme d'autres là-bas

J'attends le jour qui verra de mon retour

[...]

Je vais tout seul pour cacher

Le chagrin que j'ai d'être séparé

[...]

Je suis un soldat, comme d'autres là-bas

Qui a laissé son amour à regret

[...] »
(texte Georges Aber, extraits)
Un mois plus tôt, précédent la sortie du disque, Johnny Hallyday a obtenu une permission spéciale afin de pouvoir épouser Sylvie Vartan le 12 avril 1965. Sa « carrière militaire » s'achève officiellement le 28 août. Rendu à la vie civile, il reprend aussitôt la scène et se produit le soir même à Juan les Pins,.

## Discographie
1965 :
- 45 tours promotionnel Philips 373570 : Quand revient la nuit, Juste un peu de temps
- 14 mai, EP Philips 437.054 BE : Quand revient la nuit, Les monts près du ciel, Tu ne me verras pas pleurer, Juste un peu de temps
- 21 juillet, 33 tours Philips (édition mono B 77.732 L, édition stéréo 840 570 BY) Hallelujah

Discographie live :
- 1965 : Olympia 65 (resté inédit jusqu'en 2011)
- 1993 : Parc des Princes 1993 (incluse dans un medley)
- 1998 : Stade de France 98 Johnny allume le feu (incluse dans un medley)

## Réception
Le titre s’écoule à plus de 150 000 exemplaires en France.

### Classements hebdomadaires
| Classement (1965)                       | Meilleure position |
| --------------------------------------- | ------------------ |
| France                                  | 2                  |
| Suisse                                  | 7                  |
| Belgique (Wallonie Ultratop 50 Singles) | 8                  |

## Reprise
En 2018, Sylvie Vartan reprend Quand revient la nuit sur l'album Avec toi.